# شهرستان اوپوله لوبلسکیه
شهرستان اوپوله لوبلسکیه (به لهستانی: Powiat Opole Lubelskie) یک شهرستان در لهستان است که در استان لوبلین واقع شده‌است. شهرستان اوپوله لوبلسکیه ۸۰۴٫۱۴ کیلومتر مربع مساحت و ۶۳٬۰۲۶ نفر جمعیت دارد.